# Gobierno de Belisario Betancur
El gobierno de Belisario Betancur inició el 7 de agosto de 1982 y finalizó el 7 de agosto de 1986, su predecesor fue el gobierno de Julio César Turbay y su sucesor fue el gobierno de Virgilio Barco Vargas.

## Llegada al poder
Para las elecciones de 1982 nuevamente fue abanderado por el partido conservador, y recibió el respaldo de la Alianza Nacional Popular (ANAPO), configurando el Movimiento Nacional, que lo llevó a derrotar al expresidente Alfonso López Michelsen, con casi 3 200 000 votos, frente a los 2 800 000 del exmandatario, obteniendo así la tercera mayor votación en la historia del país. Su gobierno buscó la pacificación del país.

## Gabinete ministerial
| Ministerio                                    | Imagen                                                  | Nombre                                  | Partido             | Inicio | Final |
| --------------------------------------------- | ------------------------------------------------------- | --------------------------------------- | ------------------- | ------ | ----- |
| Canciller (Ministro de Relaciones Exteriores) |                                                         | Rodrigo Lloreda Caicedo (1982-1984)     | Partido Conservador |        |       |
| Canciller (Ministro de Relaciones Exteriores) | Augusto Ramírez Ocampo (29 de junio de 1984-1986)       |                                         | Partido Conservador |        |       |
| Ministro de Gobierno                          |                                                         | Rodrigo Escobar Navia (1982-1983)       | Partido Liberal     |        |       |
| Ministro de Gobierno                          |                                                         | Rodrigo Escobar Navia (1982-1983)       | Partido Liberal     |        |       |
| Ministro de Gobierno                          |                                                         | Rodrigo Escobar Navia (1982-1983)       | Partido Liberal     |        |       |
| Ministra de Comunicaciones                    |                                                         | Bernardo Ramírez Rodríguez (1982)       |                     |        |       |
| Ministra de Comunicaciones                    |                                                         | Noemí Sanín Posada (1982-1986)          | Partido Conservador |        |       |
| Ministro de Hacienda y Crédito Público        |                                                         | Edgar Gutiérrez Castro (1982-1983)      | Partido Liberal     |        |       |
| Ministro de Hacienda y Crédito Público        | Roberto Junguito Bonnet (1983-1984)                     |                                         |                     |        |       |
| Ministro de Hacienda y Crédito Público        |                                                         | Hugo Palacios Mejía (1985-1986)         | Partido Conservador |        |       |
| Ministro de Desarrollo Económico              |                                                         | Roberto Gerlein Echeverría (1982-1983)  | Partido Conservador |        |       |
| Ministro de Desarrollo Económico              | (E) Hernán Beltz Peralta (1983)                         |                                         |                     |        |       |
| Ministro de Desarrollo Económico              |                                                         | Rodrigo Marín Bernal (1983-1984)        | Partido Conservador |        |       |
| Ministro de Desarrollo Económico              | Gustavo Castro Guerrero (1984-1986)                     |                                         |                     |        |       |
| Ministro de Minas y Energía                   |                                                         | Carlos Martínez Simahan (1982-1984)     | Partido Conservador |        |       |
| Ministro de Minas y Energía                   | Álvaro Leyva Duran (1984-1985)                          |                                         | Partido Conservador |        |       |
| Ministro de Minas y Energía                   |                                                         | Iván Duque Escobar (1985-1986)          | Partido Liberal     |        |       |
| Ministro de Defensa Nacional                  |                                                         | Fernando Landazábal Reyes (1982-1984)   |                     |        |       |
| Ministro de Defensa Nacional                  | Gral Gustavo Matamoros D`Costa (1984-1985)              |                                         |                     |        |       |
| Ministro de Defensa Nacional                  | Gral Miguel Vega Uribe (1985-1986)                      |                                         |                     |        |       |
| Ministro de Justicia                          |                                                         | Bernardo Gaitán Mahecha (1982-1983)     | Partido Liberal     |        |       |
| Ministro de Justicia                          | Rodrigo Lara Bonilla (1983-30 de abril de 1984, muerte) |                                         | Partido Liberal     |        |       |
| Ministro de Justicia                          | Enrique Parejo González (1984-1986)                     |                                         | Partido Liberal     |        |       |
| Ministro de Educación                         |                                                         | Jaime Arias Ramírez (1982)              |                     |        |       |
| Ministro de Educación                         | Doris Eder de Zambrano (1984-1985)                      |                                         |                     |        |       |
| Ministro de Educación                         | Liliam Suárez Melo (1985-1986)                          |                                         |                     |        |       |
| Ministro de Agricultura                       |                                                         | Roberto Junguito Bonnet (1982-1983)     | Partido Conservador |        |       |
| Ministro de Agricultura                       | Roberto Mejía Caicedo (1983-1985)                       |                                         |                     |        |       |
| Ministro de Agricultura                       | Gustavo Castro Guerrero (1985-1986)                     |                                         |                     |        |       |
| Ministro de Trabajo y Seguridad Social        |                                                         | Jaime Pinzón López (1982-1983)          |                     |        |       |
| Ministro de Trabajo y Seguridad Social        |                                                         | Guillermo Alberto González (1983-1984)  | Partido Liberal     |        |       |
| Ministro de Trabajo y Seguridad Social        | (E) Germán Bula Escobar (1984)                          |                                         |                     |        |       |
| Ministro de Trabajo y Seguridad Social        | Jorge Carrillo Rojas (1984-1986)                        |                                         |                     |        |       |
| Ministro de Salud                             |                                                         | Jorge García Gómez (1982-1984)          |                     |        |       |
| Ministro de Salud                             | Jaime Arias Ramírez (1984-1985)                         |                                         |                     |        |       |
| Ministro de Salud                             |                                                         | Rafael de Zubiria Gómez (1985)          | Partido Conservador |        |       |
| Ministro de Salud                             | Efraín Otero Ruíz (1985-1986)                           |                                         |                     |        |       |
| Ministro de Obras Pública y Transporte        |                                                         | José Fernando Isaza Delgado (1982-1983) |                     |        |       |
| Ministro de Obras Pública y Transporte        | Hernán Beltz Peralta (1983-1985)                        |                                         |                     |        |       |
| Ministro de Obras Pública y Transporte        | Rodolfo Segovia Salas (1985-1986)                       |                                         |                     |        |       |

## Seguridad y conflicto armado interno

### Reorganización del Ejército Nacional
En su gobierno se reorganiza el Ejército Nacional en 4 divisiones a partir de 1983: la I División inicialmente tenía a su cargo la Costa Caribe y Antioquia, la II División Santander, Norte de Santander y el Magdalena Medio, la III División la Región Pacífica y el Valle del Cauca y la IV División la Región de la Orinoquia y el Amazonas.

### Guerra y diálogos con las guerrillas
El 18 de noviembre de 1982, el congreso aprobó la ley 35 de amnistía, proyecto del senador Gerardo Molina Ramírez por lo cual cientos de guerrilleros presos fueron amnistiados y en libertad. . Se presentó el secuestro y asesinato Gloria Lara de Echeverri (exdirectora de las juntas de acción comunal, en noviembre de 1982 en un falso positivo judicial) por la Organización Revolucionaria del Pueblo. Se iniciaron los diálogos exploratorios con las FARC-EP, las ADO y el M-19 (cuyo líder máximo Jaime Bateman Cayón murió en un accidente de aviación en Panamá el 28 de abril de 1983). la reunión del presidente Betancur con Álvaro Fayad e Iván Marino Ospina comandantes del M-19 en noviembre de 1983 en Madrid (España).
Con el M-19 y el EPL las conversaciones exploratorias avanzaron con mayores tropiezos a causa de las continuas operaciones militares y enfrentamientos en el sur del país y en las principales ciudades. El Ejército Nacional respondió con una fuerte ofensiva sobre el Frente Sur del M-19, al mando de Gustavo Arias ‘Boris’, también se enfrentaron con paramilitares en Antioquia y asesinan a Carlos Toledo Plata, comandante y negociador del M-19 en Bucaramanga (Santander) tras lo cual el M-19 asaltó Yumbo (Valle del Cauca) y fue herido en una emboscada de la Policía Nacional Carlos Pizarro, se llegó a los acuerdos de Corinto (Cauca), Hobo (Huila) y Medellín con el M-19 y el EPL negociados por Iván Marino Ospina, y Álvaro Fayad, Carlos Pizarro y Gustavo Arias por el M-19 y por Oscar William Calvo y 'Ernesto Rojas' por el EPL con la comisión de paz por el gobierno, el 24 de agosto de 1984. El comandante del Ejército Nacional, Miguel Vega Uribe y el ministro de defensa, General Fernando Landazábal (destituido en enero de 1984),mostraron sus desacuerdos. El presidente de la comisión de diálogo, Otto Morales Benítez, habló de “enemigos agazapados de la paz”. Entre el 20 de diciembre de 1984 y el 7 de enero de 1985 la Batalla de Yarumales en Corinto (Cauca) entre las Fuerzas Militares y el M-19. Se continuó la campaña de “Guerra Sucia” contra guerrilleros amnistiados y líderes de izquierda, con asesinatos selectivos y desapariciones forzadas.
El 15 de marzo de 1985 se realizó la marcha de "Desagravio por la paz y la democracia" convocada por el M-19 en Bogotá.En mayo de 1985 se registran combates en el Valle del Cauca; Antonio Navarro Wolf del M-19 fue herido en Cali. El 28 de junio, el M-19 atacó la población de Génova (Quindío): 15 muertos. Combates en Cauca, Valle del Cauca; la muerte del Comandante del M-19 Iván Marino Ospina en Cali, el 28 de agosto; la masacre del Suroriente de Bogotá en por la cual en 1997, la Comisión Interamericana de Derechos Humanos (CIDH) determinó el asesinato extrajudicial de 11 personas: 10 militantes y 1 civil, por la Fuerza Pública el 30 de septiembre de 1985 tras el robo de un camión de leche, en octubre de 1985 atentado al general Rafael Samudio Molina, el asalto al Batallón Cisneros en Armenia (Quindío)
El EPL rompió también el cese al fuego tras el asesinato en Bogotá de Oscar William Calvo. Entre noviembre de 1985 y enero de 1986 se presenta la Masacre de Tacueyó 164 muertos por el grupo disidente de las FARC-EP: Comando Ricardo Franco Frente-Sur. Ofensiva del M-19 en el suroccidente colombiano Las FF.MM. movilizan al menos 6 batallones que se enfrentaron al Batallón América integrado por unos 500 hombres del M-19 y del Movimiento Armado Quintín Lame, de Colombia; de Alfaro Vive, de Ecuador, y el Movimiento Revolucionario Tupac Amaru, de Perú con el objetivo de tomarse Cali con el apoyo de las milicias populares. El 12 de marzo, atacaron Cali desde la Región del río Pance. El 13 de marzo Álvaro Fayad fue asesinado por la Policía en Bogotá. Mientras el 24 de julio de 1986 murió asesinado Gustavo Arias Londoño 'Boris' del M-19 en Andes (Antioquia) por la Policía.
Los primeros contactos de diálogo con las FARC-EP fueron el 30 de enero de 1983,durante 19 meses. Con las FARC-EP se firman los acuerdos de la Uribe (Meta) el 28 de marzo de 1984. El 16 de mayo de 1984 la Policía Nacional realiza la Masacre de la Universidad Nacional de Colombia en Bogotá. Se llegó a acuerdos de tregua y cese al fuego con las FARC-EP y las ADO (24 de agosto de 1984), que fueron prorrogados en 1986. En este marco, sólo las FARC-EP permanecieron en el proceso de paz y conformaron con diversos grupos la Unión Patriótica, que obtendría en las elecciones legislativas de 1986: 11 curules en el parlamento y decenas de puestos en consejos municipales y asambleas departamentales. No obstante, estos avances se vieron amenazados por el incremento de la “guerra sucia” que se intensificó desde 1984, denunciada por múltiples organizaciones.
El ELN se organiza en 1983 con el mando de Manuel Pérez y en 1984 aparece en el Cauca la primera guerrilla indígena de América Latina el Movimiento Armado Quintín Lame.

### Toma del Palacio de Justicia
El 6 de noviembre de 1985 el M-19 realiza la Toma del Palacio de Justicia en Bogotá, para hacer un juicio político al presidente Betancur por los incumplimientos en los Acuerdos de Paz, tomaron como rehenes a cerca de 300 personas, entre ellas los magistrados de la Corte Suprema de Justicia y del Consejo de Estado. La rápida reacción en la retoma del Palacio por la Fuerza Pública durante 28 horas: 94 muertos, entre ellos 11 magistrados de la Corte, decenas de heridos y 11 desaparecidos en circunstancias sin esclarecer.

### Guerra con el narcoterrorismo y Los extraditables
El nacimiento del Movimiento Latino Nacional de Carlos Lehder y de Civismo en Marcha de Pablo Escobar, quien ocupó un puesto en la Cámara de Representantes. El Nuevo Liberalismo, movimiento liderado por Luis Carlos Galán y Rodrigo Lara Bonilla (nombrado Ministro de Justicia por Betancur) fueron oposición a la narcopolítica. Los primeros intentos de diálogo entre los narcotraficantes y el Gobierno sobre el tratado de extradición a los Estados Unidos. En una conversación con el procurador Carlos Jiménez Gómez en octubre de 1983, mostró su rechazo a la extradición y acordó con los narcos, su retiro de la política. Así fue que al final, pese a los intentos de sabotear la acción del ministro Lara en el congreso, denunciando su supuesta relación con Evaristo Porras, narcotraficante del Amazonas, Escobar se vio obligado a renunciar definitivamente a la actividad política. La Policía Nacional al mando del Coronel Jaime Ramírez Gómez desmanteló el complejo cocalero de Tranquilandia, en marzo de 1984. El 30 de abril de 1984, fue asesinado Rodrigo Lara Bonilla en Bogotá por el Cartel de Medellín.
El gobierno ratifica e implementa el Tratado de Extradición a los Estados Unidos, firmado por el gobierno de Turbay. El gobierno amplió el estado de sitio a todo el país con el Decreto 1038 y con el Artículo 121 generó casi toda la legislación regulatoria del narcotráfico en Colombia, en especial el Estatuto Nacional de Estupefacientes (Ley 30 de 1986). El 26 de noviembre de 1984 Los Extraditables, atentado a la embajada estadounidense en Bogotá y el 23 de junio de 1985 ordenaron la muerte del juez Tulio Manuel Castro Gil quien llevaba el caso de Rodrigo Lara Bonilla. Los Extraditables asesinaron en febrero de 1986 en Baton Rouge (Florida) al piloto y testigo ante la justicia estadounidense Barry Seal, en julio al magistrado Hernando Baquero Borda y al periodista de El Espectador Roberto Camacho Prada, y el 18 de agosto al Capitán de la policía antinarcóticos Luis Alfredo Macana. Evitaron que Jorge Luis Ochoa y Gilberto Rodríguez Orejuela capturados en España y ambos reconocidos narcotraficantes, fueran extraditados a Estados Unidos y fueran deportados a Colombia donde pagaron irrisorias penas de cárcel. El Cartel de Cali en septiembre de 1986 ordenaron el crimen del periodista del Diario Occidente Raúl Echavarría Barrientos.

## Orden público

### Erupción del Nevado del Ruiz
El volcán nevado del Ruiz entró en erupción el miércoles 13 de noviembre de 1985 produciendo una avalancha que hizo desaparecer la población de Armero, Tolima, perdiendo la vida aproximadamente 31 000 personas. El hecho generó una polémica sobre la culpabilidad del gobierno de Betancur al no tomar las medidas de prevención y no creer necesaria la evacuación de los habitantes de Armero, además de una presunta negligencia para prevenir y enfrentar la tragedia. Se le considera, a Betancur, presidente en aquel momento, como el máximo responsable de lo sucedido en aquella tragedia.

## Relaciones exteriores

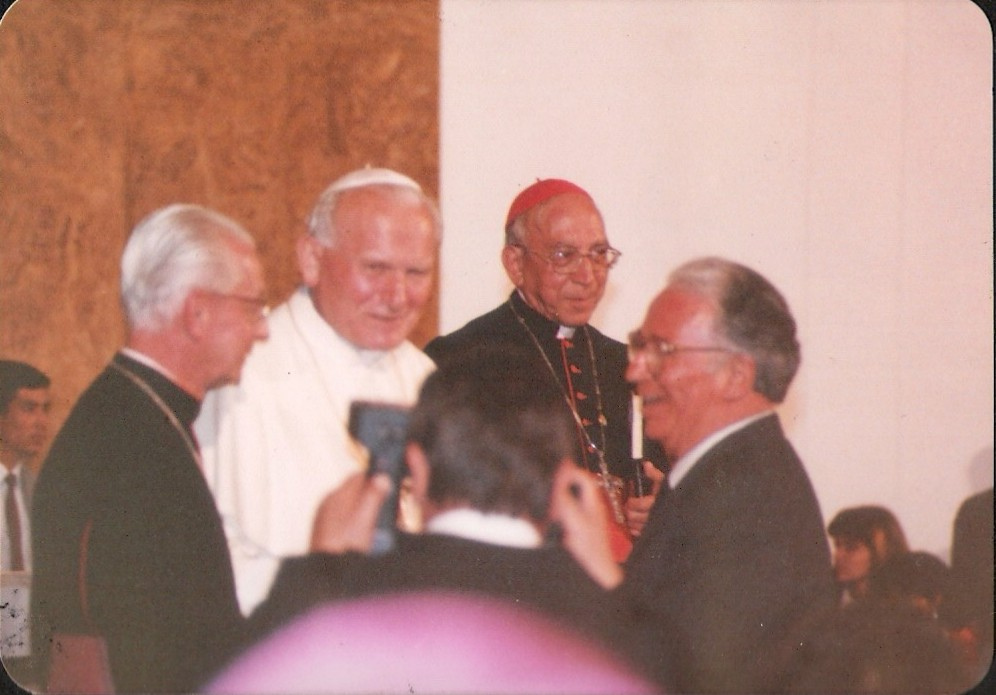
Betancur con el Papa Juan Pablo II

#### Visita del Papa Juan Pablo II
En julio de 1986, pocos días antes de entregar la presidencia, Betancur recibió en visita diplomática al Papa Juan Pablo II, quien estuvo en 7 ciudades durante una semana, siendo la visita más larga de un pontífice a Colombia y la segunda después de Pablo VI (1968)

## Economía y finanzas

### Impuesto de Valor Agregado(IVA) para consumidores y minoristas
Este impuesto se había establecido en el país desde 1963, para actividades de manufactura e importación, bajo el gobierno de Belisario Betancur ampliando su base ahora a consumidores y minoristas con un valor del 10 % y otros diferenciales del 25 y 30 % bajo el Decreto Ley 3541 de 1983.

## Cultura y deportes

### Premio Nobel de Literatura
Bajo su mandato el escritor Gabriel García Márquez fue elegido por la Academia Sueca para ser galardonado con el Premio Nobel de Literatura, en octubre de 1982. El premio fue motivo de celebración en todo el país.

### Renuncia al Mundial de fútbol de 1986
En 1974, Colombia había sido elegida por la FIFA para organizar la Copa Mundial de fútbol de 1986. En un discurso de 99 palabras, el presidente Betancur declinó la sede del torneo argumentando la imposibilidad de atender las exigencias de la FIFA, y que prefería disponer de ese dinero para el desarrollo del país.

Como preservamos el bien público, como sabemos que el desperdicio es imperdonable, anuncio a mis compatriotas que el Mundial de Fútbol de 1986 no se hará en Colombia, previa consulta democrática sobre cuáles son nuestras necesidades reales: no se cumplió la regla de oro, consistente en que el Mundial debería servir a Colombia y no Colombia a la multinacional del Mundial. Aquí tenemos otras cosas que hacer, y no hay siquiera tiempo para atender las extravagancias de la FIFA y sus socios. García Márquez nos compensa totalmente lo que perdamos de vitrina con el Mundial de Fútbol.

Así, Colombia se convirtió en el primero y hasta ahora único país en renunciar a ser la sede de una Copa del Mundo, que a la postre fue organizada por México. La candidatura de Colombia fue obtenida en 1974 durante el gobierno de Misael Pastrana Borrero.